# Forskningsråd
Forskningsråd är en organisation för forskningsfinansiering. Begreppet används oftast på organisationer som förmedlar statlig finansiering till forskning.
Ett forskningsråd förmedlar typiskt finansiering till enskilda forskare eller forskargrupper på projektbasis efter att dessa lämnat in ansökningar och beskrivningar av den tilltänkta forskningen. Ansökningarna utvärderas normalt av andra erfarna forskare inom aktuellt område. Denna form av finansiering i konkurrens skiljer sig normalt från hur annan statlig finansiering, till exempel i form av anslag, fördelas till universitet och forskningsinstitut.
Många forskningsråd är renodlade organisationer, men internationellt förekommer även organisationer som både fungerar som forskningsråd och som samtidigt är forskningsinstitut med egen forskning, exempelvis National Institutes of Health i USA.
I Sverige skapades en forskningsrådsorganisation under 1940-talet med USA och Storbritannien och, åtminstone beträffande teknik, Tyskland som förebilder. De första forskningsråden inrättades 1942 med inriktning på teknikforskning (Tekniska forskningsrådet) respektive byggnadsforskning (Statens råd för byggnadsforskning), och 1944 till 1947 följde forskningsråd för jordbruksforskning (Statens råd för skogs- och jordbruksforskning), medicinsk forskning (Medicinska forskningsrådet), naturvetenskaplig forskning (Naturvetenskapliga forskningsrådet) respektive samhällsforskning (Statens råd för samhällsforskning). En större omorganisation följde 1977, och 2001 slogs flera av forskningsråden samman till ett enda, Vetenskapsrådet.